# Longay
Longay (Longaigh en gaèlic) és una petita illa deshabitada de les Hèbrides Interiors situada a la costa nord-oest d'Escòcia. Aquesta illa es troba enfront de la costa de Skye, al nord de Pabay i a l'est de Scalpay.
El 1971 un vaixell va col·lidir-hi, causant-hi pocs danys.